# Carta de Ottawa

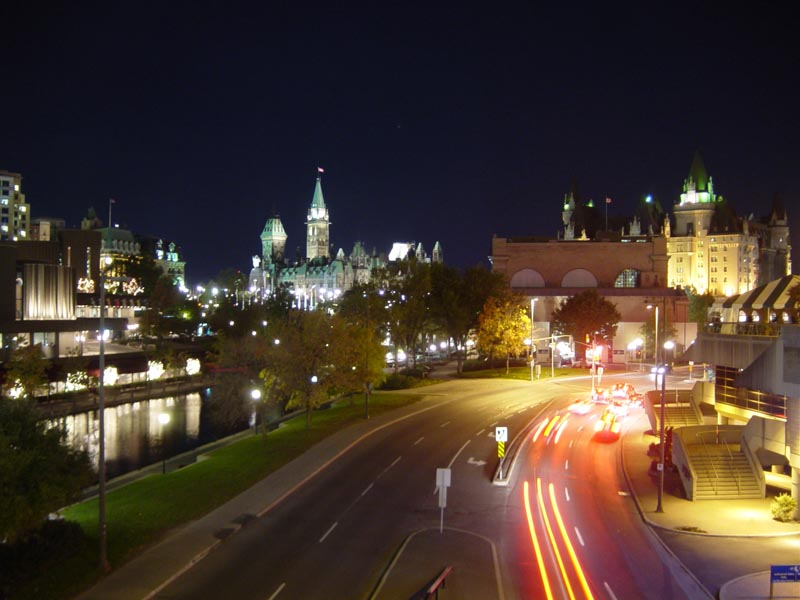
Ottawa

A Carta de Ottawa é um documento apresentado na Primeira Conferência Internacional sobre Promoção da Saúde, realizado em Ottawa, Canadá, em novembro de 1986. Trata-se de uma Carta de Intenções que busca contribuir com as políticas de saúde em todos os países, de forma equânime e universal.

## Histórico
A Conferência Internacional sobre Promoção da Saúde foi uma decorrência das expectativas mundiais por uma saúde pública eficiente, focalizando em especial as necessidades dos países industrializados, e estendendo tal necessidade aos demais países. Mediante os progressos alcançados após a Declaração de Alma-Ata para a Atenção primária à saúde, o documento da Organização Mundial Saúde (OMS) “As Metas da Saúde para Todos” e o debate ocorrido na Assembleia Mundial da Saúde sobre as ações intersetoriais necessárias, a Carta de Ottawa estabelece fatores de importância para o alcance de uma política de saúde para todos.

## Características
A Carta de Ottawa defende a promoção da saúde como fator fundamental de melhoria da qualidade de vida, assim como defende a capacitação da comunidade nesse processo, salientando que tal promoção não é responsabilidade exclusiva do setor da saúde, mas é responsabilidade de todos, em direção ao bem-estar global. Por conseguinte, o documento estabelece, através de seus itens, alguns critérios que considera importantes no direcionamento das estratégias eles:
- Todos os setores políticos, econômicos, sociais, culturais, ambientais, comportamentais e biológicos, como o maior recurso para o desenvolvimento social, econômico e pessoal, assim como uma importante dimensão da qualidade de vida, através da garantia de oportunidades e recursos igualitários para todas as pessoas no intuito de realizar completamente seu potencial de saúde, através de ambientes favoráveis, acesso à informação, a experiências e habilidades na vida, e a liberdade para a escolha de uma vida mais sadia.
- Ação coordenada de todos os setores envolvidos na promoção da saúde: governo, setores sociais e econômicos, organizações voluntárias e não-governamentais, autoridades, indústria, mídia, assim como os indivíduos, famílias e comunidades. A adaptação dos programas de saúde às necessidades locais e às possibilidades de cada país e região, bem como ccas., em que a saúde conste como prioridade em todos os setores, através da legislação, medidas fiscais, taxações e organizacionais.
- Através da mudança dos modos de vida, de trabalho e de lazer, assim como a proteção do meio ambiente e conservação dos recursos naturais, contribuindo para um significativo impacto sobre a saúde da população.
- Desenvolvimento de prioridades e na definição de estratégias de promoção de saúde.
- A incrementação do poder das comunidades, na posse e controle de seu próprio destino, na aprendizagem e no desenvolvimento de sistemas de reforço da participação popular na direção dos assuntos de saúde.
- iais da população, através da educação em saúde e da capacitação, proporcionando a escolha de opções mais saudáveis para sua própria saúde e para o meio-ambiente, dos serviços de saúde, através do compartilhamento da responsabilidade entre indivíduos, comunidade, grupos, profissionais da saúde, instituições e governos, no sentido de todos trabalharem juntos e com o mesmo objetivo, promovendo a abrangência dos recursos e o incentivo à pesquisa.
- Um futuro construído sobre o poder decisório da população, em que as preocupações com a qualidade de vida, com o meio ambiente e a importância da parceria façam parte do planejamento e da implantação de atividades deae.
- Com a promoção da saúde como objetivo fundamental dos participantes da Conferência Internacional sobre Promoção da Saúde, através da atuação nas políticas públicas, da defesa do meio-ambiente, da luta pela igualdade social, do incentivo à capacitação e do reconhecimento da saúde como o desafio maior dos governos. A conferência conclama a todos os interessados juntar esforços no compromisso por uma forte aliança em torno da saúde pública.
- Se demais organizações internacionais em prol da defesa da promoção da saúde em todos os fóruns apropriados e a exortação do apoio aos países no estabelecimento de estratégias e programas direcionados a tal objetivo.

A Carta de Ottawa, apresenta alguns pré-requisitos para para a promoção de saúde, tais como: paz, moradia, acesso a educação, alimentação, possuir uma renda, ecossistema estável, recursos sustentáveis, justiça social e equidade.